# Евелін Ачам
Евелін Ачам (1991) — угандійська екоактивістка, яка виступає за кліматичну справедливість, національна координаторка проєкту Уганди «Rise Up Movement», заснованого її подругою і колегою Ванессою Накате.       
Евелін Ачам народилася у 1991 році .
Вона учасниця проєкту +Tree Project, де її мета — посадити 9 000 000 дерев.  26 травня 2020 року Ачам була однією з учасниць серії вебінарів ActionAid та Women's Agenda Women Leading Climate Action, де велася дискусія про те, як жінки боролися зі зміною клімату під час COVID-19. Вона також виступила разом із Інге Релф, виконавчою директором і співзасновницею Global Choices, та Еммою Вілкін, координаторкою Global Choices’ Arctic Angels, на Всесвітньому саміті Model United Nations (MUN) 2020.  У 2021 році вона взяла участь у Конференції ООН зі зміни клімату 2021 року і представляла у молодіжному русі Шкільний страйк заради клімату підрозділ Найбільш вразливих людей та територій (НВЛТ).   Найбільш вразливі люди та території була однією з груп захисту клімату, яка утворилася після страйку кліматичної активістки Ґрети Тунберг у 2018 році  Ачам також була представлена на дискусії The New York Times 2021 Climate Hub за назвою «Передаючи факел: кліматичні діалоги між поколіннями» разом із Джеромом Фостером II, Айою Чеббі та Мері Роббінсон.
Також Ачам буда задіяна у «Youth for Future Africa»  і у Всесвітній мережі дій «Арктичні ангели».   